# Robert Eideman
Róbert Petróvich Eidemán (ruso: Ро́берт Петро́вич Эйдема́н, apellido familiar: Eidemanis -Эйдеманис, letón: Roberts Eidemanis), (Gulbene, 27 de abril de 1895 - Moscú, 12 de julio de 1937). Murió fusilado.
Letón, hijo de un maestro, estudió en el instituto forestal de Petrogrado, no graduándose. Estudió en la Escuela Militar de Kiev, graduándose en 1916. Participó en la Primera Guerra Mundial, e ingresó en el partido bolchevique en 1917, y en el ejército en 1918.

## Guerra Civil
En 1917 fue elegido diputado por el Sóviet de Soldados de Kansk, en Siberia central. En diciembre de 1917 combatió el levantamiento de los mencheviques en Irkutsk. Entre 1918 y 1920 estaba al mando de varias divisiones. En junio y julio de 1920 estaba al mando del 13.º ejército en la región de Kajovka. En septiembre fue trasladado hacia el Frente sur, y en octubre de 1920 simultaneó el mando de tropa con el de investigación interna en los frentes sur y suroeste. Dirigió las expediciones de castigo contra las insurrecciones en la retaguardia del Ejército Rojo.

## Entre guerras
En enero de 1921 fue nombrado jefe de las fuerzas de "Asuntos Internos" en Ucrania. Organizó la lucha contra el "gansterismo" en Ucrania, utilizando la toma de rehenes, la ejecución de "simpatizantes", etc. En marzo de 1921 era el Comandante en Jefe del Distrito Militar de Járkov, y desde junio, ayudante de jefe del ejeŕcito en Ucrania y Crimea.
En 1924 estaba al mando de las tropas del Distrito Militar de Siberia. Entre 1925 y 1932 dirigió la academia militar Frunze.
Entre 1927 y 1936 fue el editor jefe del periódico "Guerra y Revolución" («Война и революция») y fue presidente de la Sección Letona de la Unión de Escritores de la URSS. Publicó un libro Lucha contra la rebelión de los kuláks y el gansterismo" (Борьба с кулацким повстанчеством и бандитизмом) en Járkov, en 1921. De 1932 a 1934 fue miembro del Sóviet Militar Revolucionario.

## Juicio y ejecución
Fue detenido el 22 de mayo de 1937 durante la Conferencia del Partido en Moscú. Después de la aplicación de "medidas de acción física", reconoció su participación en el "complot militar-fascista", en la organización clandestina letona e implicó a otras veinte personas.
En un juicio especial, realizado el 11 de junio de 1937 en la Corte Suprema de la URSS, fue sentenciado a la pena capital.
Fue rehabilitado en 1957.

## Enlaces
- «Эйдеман Роберт Петрович (Robert Petrovich Eideman)». Узнал.Орг. Consultado el 25 de marzo de 2008.
- Панков (Pankov), Д. В. (Dimitri Vasilievich) (1965). «Комкор Эйдеман (Komkor Eideman)». Moscú. Consultado el 25 de marzo de 2008. (enlace roto disponible en Internet Archive; véase el historial, la primera versión y la última).
- Панков (Pankov), Д. В. (Dimitri Vasilievich) (1969 - 1978). «Эйдеман Роберт Петрович (Robert Petrovich Eideman)». Большая Советская Энциклопедия Gran Enciclopedia Soviética. Consultado el 25 de marzo de 2008.
- Панков (Pankov), Д. В. (Dimitri Vasilievich) (1965). «Комкор Эйдеман (Komkor Eideman)». Moscú. Archivado desde el original el 14 de mayo de 2011. Consultado el 25 de marzo de 2008.
- Залесский (Zapessky), К.А (K.A.) (2000). «Роберт Петрович Эйдеман (Robert Petrovich Eideman)». Moscú: Империя Сталина. Биографический энциклопедический словарь (El Imperio de Stalin. Diccionario Enciclopédico Biográfico). Consultado el 25 de marzo de 2008.
- Панков (Pankov), Д. В. (Dimitri Vasilievich) (1965). «Комкор Эйдеман (Komkor Eideman)». Moscú. Consultado el 25 de marzo de 2008. (enlace roto disponible en Internet Archive; véase el historial, la primera versión y la última).
- «Роберт Петрович Эйдеман (Robert Petrovich Eideman)». Rusia: ОСОАВИАХИМ-ДОСААФ-РОСТО. 11 de diciembre de 2007. (opcional):. Archivado desde el original el 17 de septiembre de 2008. Consultado el 25 de marzo de 2008.
- Залесский (Zapessky), К.А (K.A.) (2000). «Роберт Петрович Эйдеман (Robert Petrovich Eideman)» (ХРОНОС edición). Moscú: Империя Сталина. Биографический энциклопедический словарь (El Imperio de Stalin. Diccionario Enciclopédico Biográfico). Archivado desde el original el 11 de abril de 2008. Consultado el 25 de marzo de 2008.
- Панков (Pankov), Д. В. (Dimitri Vasilievich) (1989). «Комкор Эйдеман (Komkor Eideman)» (ЦК КПСС. 1989. № 4. edición). Moscú. Archivado desde el original el 25 de noviembre de 2012. Consultado el 25 de marzo de 2008.
- Панков (Pankov), Д. В. (Dimitri Vasilievich) (1965). «Комкор Эйдеман (Komkor Eideman)». Moscú. Consultado el 25 de marzo de 2008.

## Fotografías
- https://web.archive.org/web/20110515002220/http://www.cultinfo.ru/fulltext/1/001/010/001/247503867.jpg
- http://millionreferatov.ru/pictures/92/257_1.jpg (enlace roto disponible en Internet Archive; véase el historial, la primera versión y la última).
- http://rosto-dosaaf.ru/images/content/010-03.jpg (enlace roto disponible en Internet Archive; véase el historial, la primera versión y la última).